# ماثيو ديكسون (غواص)
ماثيو ديكسون (بالإنجليزية: Matthew Dixon) غواص إنجليزي ولد في 19 أبريل 2000 و يمثل نادي بليموث للغواصين فاز بالميدالية الذهبية في عام 2014 في بطولة الغوص البريطانية في منصة 10 م وانتهت 9 في دورة ألعاب الكومنولث 2014.

## روابط خارجية
- ماثيو ديكسون على موقع الاتحاد الدولي للسباحة (الإنجليزية)
- ماثيو ديكسون على موقع قاعدة بيانات الغوص IAT (الألمانية)
- ماثيو ديكسون على موقع اتحاد ألعاب الكومنولث (مؤرشف) (الإنجليزية)

- Profile on British Swimming
- Matthew Dixon on Twitter